# Тархан, Ильяс Умерович
Илья́с Уме́рович Тарха́н (крымскотат. İlyas Ümer oğlu Tarhan, Ильяс Умер огълу Тархан; 1900, Корбек — 17 апреля 1938, Симферополь) — председатель ЦИК Крымской АССР (1931—1937), редактор газеты «Яш къувет», драматург, член Союза писателей СССР. Расстрелян 17 апреля 1938 года как участник «контрреволюционной пантюркистской националистической организации». Посмертно реабилитирован 24 ноября 1956 года.

## Биография
Родился в селе Корбек в семье безземельного батрака в 1900 году. В 1913—1917 годы живёт в Казани, где учится в татарской школе. Окончил Зынджирлы-медресе в Бахчисарае. Вступил в ВКП(б) в 1919 году. Участвовал в партизанском движения против «белых» в Крыму. Затем принимает участие в коммунистическом подполье в Турции. В 1920 году после окончательного установления советской власти его отец становится председателем ревкома деревни Корбек Ильяс Тархан возвращается домой и активно включается в комсомольскую работу..
С 1921 по 1925 год работает редактором молодёжной газеты «Яш къувет» («Молодая сила»). С 1925 года ведёт партийную работу в Судаке и Бахчисарае. Активно участвует в процессе Вели Ибраимова, обличая его, затем участвует в травле наркома просвещения Мамута Недима.
20 февраля 1931 года становится председатель ЦИК Крымской АССР. Параллельно с политической работой занимается театральным делом и драматургией. Его пьесы «Уджюм» («Атака») (1932) и «Москва айта» («Говорит Москва») (1934) ставятся в Крыму, Москве, Ташкенте и других городах Советского Союза. В 1933 году по его инициативе начинается строительство отдельного здания Крымского государственного татарского драматического театра. В 1934 году становится членом Союза писателей СССР и избирается председателем Союза писателей Крыма. Его именем называются школа в деревне Ак Шейх и колхоз в Старокрымском районе. Также в 1934 году некоторое время был редактором печатного органа ОК ВКП(б) — журнала «Большевик ёлу» («Большевистский путь»).
8 сентября 1937 арестован по статьям 58-7, 8, 11 УК РСФСР. Обвинён в том что руководил антисоветской пантюркистской организацией совместно с председателем Совета народных комиссаров А. А. Самединовым и народным комиссаром просвещения Б. А. Чагаром. Эти аресты стали основой для фабрикации масштабного «национального» политического процесса.
17 апреля 1938 года в ходе судебного заседания выездной сессией Военной коллегии Верховного Суда СССР отказался от своих «признательных» показаний, виновным себя не признал. Приговорён к расстрелу с конфискацией имущества. Казнён в тот же день.
24 ноября 1956 года посмертно реабилитирован. В ходе проверки дела было установлено: «В НКВД Крыма, где проводилось следствие по делу Тархана, в 1937—1938 допускались необоснованные аресты, избиение арестованных, фальсификация следственных материалов и другие грубейшие нарушения законности».

### Личная жизнь
Проживал в Симферополе на ул. Жуковского, 5 в жилом доме правительства Крымской АССР.
Жена — Веляде Меметовна. Сыновья — Недим и Усеин.